# The Spaceship Company
The Spaceship Company o TSC és una empresa manufacturera de construcció aeronàutica establerta a Mojave (Califòrnia). El seu producte far és l'aeronau SpaceShipTwo (SS2).
Va ser creada el 2005 com una aliança d'empreses de Burt Rutan de Scaled Composites (30%) i Richard Branson de Virgin Galactic (70%), una filial del Grup Virgin. Virgin Galactic va adquirir la totalitat de les parts l'octubre del 2012. Es volia profitar la tecnologia desenvolupada per Scaled Composites amb l'avió de reacció White Knight Two com a avió portador de l'aeronau espacial SpaceShipTwo. L'objectiu és la realització del del programa espacial del grup Virgin: la construcció d'aeronaus espacials reutilitzables. Més tard es pensa també vendre els productes a tercers.
El 2014, la societat sempre queda en la fase de recerca i desenvolupament. Va realitzar el primer prototip de l'SS2. Poc abans de començar vols comercials, el 31 d'octubre del 2014, l'SS2 es va destruir després d'una greu avaria durant un vol de prova. Malgrat aquest contratemps, el programma de R & D continua, i un segon SS2 s'està armant.